# Maravedí
Il maravedí è stata una moneta usata in Spagna per diversi secoli. Il nome viene da marabotino, una moneta araba d'oro emessa dai Mori in al-Andalus.
Il nome del marabotino, marabottino o moravetino a sua volta viene dall'arabo "al-Murābitūn" (gli abitanti dei ribāṭ), cioè gli Almoravidi. 

## Storia
Fu adottato anche dagli Stati cristiani, poi perse di valore, divenendo dapprima una moneta d'argento, poi di biglione e infine di rame. Con le eccezioni della Catalogna e delle isole Baleari, il maravedí sostituì il dinero come unità di conto.
La coniazione della moneta era cominciata in Castiglia durante il regno di Alfonso VI, dopo la conquista di Toledo (1085); le prime monete furono il dinero e l'obolo de vellón, a imitazione degli altri re cristiani spagnoli. Alfonso VIII di Castiglia incominciò a coniare l'oro dal 1172, e poco dopo lo stesso fece Ferdinando II di León coniando pezzi in oro chiamati maravedí o morabetí, con un peso approssimato di 3,8 grammi.
Sotto Alfonso X di Castiglia (1252-1284), fu coniato una moneta di biglione, il maravedí blanco dal valore di 1/60 del marabotino d'oro. Fu coniato per breve tempo ed è noto anche con il nome di maravedí di Burgos.
A partire 1497, sotto Ferdinando e Isabella, fu ripresa la coniazione del maravedí di bronzo. Era una piccola moneta che fu coniata fino all'introduzione del sistema decimale nel 1854. Il valore era di 1/34 di real plata.
Secondo le stime, nel marzo del 1518 Carlo I di Spagna finanziò il viaggio di Ferdinando Magellano intorno alla terra con 8.751.125 maravedí.
Il maravedí di rame fu la prima moneta coniata per la circolazione nell'isola di Hispaniola e di conseguenza è considerata la prima moneta del Nuovo Mondo. Dei maravedí grossolani erano usati nelle colonie come frazioni per le transazioni di minor valore. Fu inizialmente prodotto in Spagna appositamente per le Indie, e in seguito si pensa che siano stati coniati direttamente a Hispaniola diversi anni prima della creazione delle zecche del Messico e di Santo Domingo.
Fu coniato l'ultima volta negli anni 1850 quando la moneta spagnola fu trasformata in un sistema decimale basato sul real de vellón, che era valutato pari a 34 maravedí.
In castigliano la parola maravedí ha una particolarità, possiede tre forme documentate di plurale: maravedís, maravedíes e maravedises. La prima è la più usata, la seconda è una forma caratteristica per le parole che terminano con la "-í" accentata e la terza è sconsigliata dal Diccionario panhispánico de dudas della Real Academia Española.